# Yaritza Abel
Yaritza Abel Rojas (Santiago de Cuba, 26 de agosto de 1983) es una deportista cubana que compitió en judo.
Ganó una medalla de bronce en el Campeonato Mundial de Judo de 2010, y cuatro medallas de oro en el Campeonato Panamericano de Judo entre los años 2006 y 2012. En los Juegos Panamericanos de 2011 consiguió una medalla de oro.
Participó en los Juegos Olímpicos de Londres 2012, donde finalizó novena en la categoría de –63 kg.

## Palmarés internacional
| Campeonato Mundial      | Campeonato Mundial         | Campeonato Mundial | Campeonato Mundial |
| Año                     | Lugar                      | Medalla            | Categoría          |
| ----------------------- | -------------------------- | ------------------ | ------------------ |
| 2010                    | Tokio (Japón)              | Medalla de bronce  | –63 kg             |
| Juegos Panamericanos    |                            |                    |                    |
| Año                     | Lugar                      | Medalla            | Categoría          |
| 2011                    | Guadalajara (México)       | Medalla de oro     | –63 kg             |
| Campeonato Panamericano |                            |                    |                    |
| Año                     | Lugar                      | Medalla            | Categoría          |
| 2006                    | Buenos Aires (Argentina)   | Medalla de oro     | –63 kg             |
| 2010                    | San Salvador (El Salvador) | Medalla de oro     | –63 kg             |
| 2011                    | Guadalajara (México)       | Medalla de oro     | –63 kg             |
| 2012                    | Montreal (Canadá)          | Medalla de oro     | –63 kg             |